# Leyla Yunus
Leyla Islam Qizi Yunusova (née le 21 décembre 1955 à Bakou), mieux connue sous le nom de Leyla Yunus, est une militante des droits de l'homme en Azerbaïdjan. Elle est la directrice de l'Institut de la paix et la démocratie, et est particulièrement connue pour son travail en faveur des citoyens touchés par les expulsions forcées à Bakou. En août 2015, Leyla Yunus a été condamnée à huit ans et demi d'emprisonnement – officiellement pour fraude, évasion fiscale et commerce illégal – de nombreux médias et organisations occidentaux y voyant, eux, une sanction éminemment politique dans un pays où les opposants sont de plus en plus réduits au silence.

## Biographie
Leyla Yunus est une historienne de formation et a écrit sa thèse sur la rivalité anglais-russe sur la mer Caspienne et de l'Azerbaïdjan dans la première partie du XVIIIe siècle. Dans les dernières années de l'Union soviétique, Yunus s'engage en faveur des réformes de son pays. En 1988, elle fonde, avec un petit groupe d'intellectuels modérés, le Front populaire de l'Azerbaïdjan à l'appui de la Perestroïka. Ce Front populaire d'Azerbaïdjan a été délibérément calqué sur l'exemple du Front populaire d'Estonie. En janvier 1990, Yunus forme avec Zardusht Alizadeh le Parti social-démocrate, avec l'objectif de favoriser une voix politique modérée. En avril 1990, Yunus publie un essai intitulé Les Responsabilités d'un homme politique, plaidant pour une voie médiane démocratique et rejetant à la fois le nationalisme extrême et les violentes répressions du régime soviétique. Durant le conflit du Haut-Karabakh en 1992-1993, Yunus sert comme vice-ministre de la Défense et chef du Centre d'information analytique du ministère de la Défense. Par la suite, Yunus travaille avec des militants de la société civile d'Azerbaïdjan et d'Arménie en faveur de la paix. Elle et son mari Arif, un historien, se rendent célèbres pour militer en faveur de la réconciliation entre les deux pays. En 1995, elle fonde l'Institut de la paix et de la démocratie. En 2009, Yunus est jugée pour diffamation après avoir porté de soupçons sur des membres de la police possiblement impliqués dans l'enlèvement de deux jeunes filles. Le ministre de l'Intérieur, Ramil Usubov, dépose plainte contre elle, indiquant qu'elle avait « causé un danger pour le pouvoir de police. » Il exige alors 100 000 manats de dommages et intérêts. Human Rights Watch intervient en faveur de Yunus, déclarant qu'un « jugement contre Yunus créerait un terrible précédent pour la liberté d'expression en Azerbaïdjan. » D'autres groupes internationaux de défense des droits de l'homme ont décrit l'affaire comme « un exemple de plus que le gouvernement azerbaïdjanais réprime la liberté d'expression ». En 2011, Yunus déclare son intention de faire appel des expulsions de citoyens auprès de la Cour européenne des droits de l'homme. Le 11 août 2011, les autorités rasent au bulldozer son bureau de Bakou. Le jour même, un article paraît dans le New York Times dans lequel elle critique les expulsions forcées de ses concitoyens. En 2013, elle reçoit la Légion d’honneur avant de rencontrer le président François Hollande l'année d'après à Bakou. C'est la première fois qu'un chef d'État lui rend visite. En 2014, avec Rasul Jafarov, Leyla Yunus conduit un groupe de travail recensant les différents prisonniers politiques en Azerbaïdjan. En août 2014, deux de ses collaborateurs sont arrêtés à la suite de ces travaux.

## Procès et condamnation
Le 30 juillet 2014, Leyla Yunus et son mari Arif sont retenus à l'aéroport international Heydar Aliyev de Bakou alors qu'ils se rendaient à Doha, au Qatar. Il leur est reproché d'espionner pour le compte des autorités arméniennes. Le couple est emprisonné. Yunus étant diabétique, sa situation en prison a été décrite comme difficile – les autorités azerbaïdjanaises ayant refusé de lui fournir une assistance médicale particulière et elle dit avoir été victime de tortures. Yunus ayant été interdite de communiquer directement avec son mari (qui souffre, lui, d'hypertension), elle écrit une lettre ouverte qui a été traduite et publiée sur différents sites Internet, et dans laquelle elle a compare la situation des années 2010 avec la répression des années 1930.
La détention de Leyla et Arif Yunus, ainsi que celle de Rasul Jafarov, est devenue l'un des symboles de la répression des autorités sur la société civile en Azerbaïdjan. Plusieurs organisations se sont élevées contre ces emprisonnements, parmi lesquelles Amnesty International, l'Assemblée parlementaire du Conseil de l'Europe, les États-Unis auprès de l'OSCE, l'Observatoire pour la protection des défenseurs des droits de l'homme, Reporters sans frontières, ou encore Human Rights Watch.
Le 13 août 2015, Leyla Yunus est condamnée à huit ans et demi de prison. Son mari, Arif, est condamné à sept ans de prison sur des accusations portant sur de la fraude et de l'évasion fiscale. Le couple a également face à des accusations de trahison dans une affaire distincte. Les gouvernements occidentaux et les groupes des droits humains ont exprimé leur inquiétude au sujet de cette affaire. Human Rights Watch a dénoncé leur cas comme un simulacre de procès, et Amnesty International les présente comme des prisonniers d'opinion. Le 9 décembre 2015, la peine de Leyla Yunus est commué à 5 années de sursis, pour raison médicale.